# 줄 서는 식당
《줄 서는 식당》은 요리 전문 예능 프로그램이다.

## 기획 의도
SNS 속 쏟아지는 힙한 점포들! 소문난 웨이팅 맛집들 가운데 진짜를 찾아다니는 고품격 힙포탐구생활.

## 방송 시간
| 방송 채널 | 방송 기간                         | 방송 시간                       |
| --------- | --------------------------------- | ------------------------------- |
| tvN       | 2022년 1월 17일 ~ 2023년 1월 16일 | 월요일 저녁 7시 20분 ~ 8시 40분 |
| tvN       | 2024년 2월 5일 ~ 현재             | 월요일 밤 10시 10분 ~ 11시 30분 |

## 시즌 1 출연자

### 진행
- 박나래
- 입짧은햇님
- 권율 (39회 ~ 50회)

### 특별 MC
- 김지민 (30회)
- 이윤지 (32회, 33회)

### 이전 보조 진행
- 박은영 (셰프)
- 정리나 (요리연구가/셰프)
- 유민주 (셰프)
- 신주리 (요리연구가)

## 시즌 2 출연자

### 진행
- 박나래

### 고정 출연자
- 입짧은햇님
- 이석훈
- 정혁
- 이주승

## 시즌 1 에피소드 목록

### 2022년
| 회차 | 방송일    | 대표 메뉴                                                               | 장소                                                   | 비고          |
| ---- | --------- | ----------------------------------------------------------------------- | ------------------------------------------------------ | ------------- |
| 1회  | 1월 17일  | 장어덮밥 도넛                                                           | 서울시 강남구 논현동 서울시 강남구 청담동              |               |
| 2회  | 1월 24일  | 미국식 중화요리 붕어빵                                                  | 서울시 강남구 압구정동 서울시 종로구 광장시장          |               |
| 3회  | 1월 31일  | 칼국수 닭 특수 부위                                                     | 서울시 중구 신당동 서울시 성동구 성수동                | 정연, 공승연  |
| 4회  | 2월 7일   | 대창덮밥, 마제파스타 알등심, 천겹살                                     | 서울시 성동구 성수동 서울시 송파구 송파동              |               |
| 5회  | 2월 14일  | 꽈배기 족발                                                             | 서울시 마포구 연남동 서울시 영등포구 문래동            |               |
| 6회  | 2월 21일  | 소곱창쌀국수 샤부샤부                                                   | 서울시 강남구 역삼동 서울시 종로구 익선동              | 윤종훈 (손님) |
| 7회  | 3월 7일   | 돈가스 야키소바, 오코노미야키                                           | 경기도 고양시 일산동구 장항동 서울시 마포구 서교동     |               |
| 8회  | 3월 14일  | 미국식 수제 버거 차돌구절판                                             | 서울시 강남구 압구정동 서울시 강남구 논현동            | 이상윤 (손님) |
| 9회  | 3월 21일  | 쿼터피자 스테이크트러플자장면, 고추유린기                               | 서울시 종로구 북촌한옥마을 서울시 강남구 신사동        | 차태현        |
| 10회 | 3월 28일  | 강된장쌈밥, 돌문어간장국수 통오리구이, 가마솥오리탕                     | 서울시 성동구 성수동                                   |               |
| 11회 | 4월 4일   | 레트로 도넛 낙곱새                                                      | 경기도 파주시 신촌동 서울시 마포구 연남동              |               |
| 12회 | 4월 11일  | 미국 가정식 매운등갈비                                                  | 서울시 용산구 한남동 서울시 서대문구 창천동            |               |
| 13회 | 4월 18일  | 돼지김치구이 장작구이통닭                                               | 서울시 서초구 서초동 서울시 용산구 남영동              | 황제성, 비    |
| 14회 | 4월 25일  | 프리미엄 덮밥 대파 삼겹살                                               | 서울시 마포구 연남동 서울시 강남구 삼성동              | 이연복 문세윤 |
| 15회 | 5월 2일   | 뉴욕 샌드위치 마라전골                                                  | 서울시 강남구 역삼동                                   | 백지영        |
| 16회 | 5월 9일   | 마제소바 디트로이트 피자                                                | 서울시 종로구 대학로 서울시 강남구 압구정동            | 이시언        |
| 17회 | 5월 16일  | 토시살 스테이크, 라자냐 간장모둠해물장, 양념게장비빔밥                  | 서울시 용산구 한강로2가 서울시 성동구 성수동           | 강재준        |
| 18회 | 5월 23일  | 닭고기쌀국수, 냉분짜 한우등심주물럭, 무생채비빔면                       | 서울시 용산구 한강로2가 서울시 용산구 남영동           | 박세리        |
| 19회 | 5월 30일  | 프리미엄 솥밥 통뼈 삼겹살                                               | 서울시 성동구 성수동 서울시 종로구 내자동 서촌         | 세리          |
| 20회 | 6월 6일   | 도삭면, 딤섬 닭갈비, 막국수                                             | 서울시 광진구 자양동 서울시 구로구 구로동              | 홍석천 서경석 |
| 21회 | 6월 13일  | 튀김냉우동, 마우동 모둠구이, 김치말이국수                               | 서울시 서대문구 연희동 서울시 마포구 도화동            | 미자, 김숙    |
| 22회 | 6월 20일  | 퓨전 중식 돼지곱창전골, 묵은지말이                                      | 서울시 성동구 성수동2가 서울시 중구 신당동             | 돈스파이크    |
| 23회 | 6월 27일  | 냉메밀국수 양고기                                                       | 서울시 성동구 성수동 서울시 강남구 도곡동              | 윤균상 허영지 |
| 24회 | 7월 4일   | 홍콩식 바베큐플래터 곱도리탕                                            | 서울시 용산구 한강로2가 서울시 중구 을지로동           | 영탁          |
| 25회 | 7월 11일  | 모둠수육, 특해장국 숙성육구이                                           | 서울시 강남구 신사동 서울시 서초구 잠원동              | 권율          |
| 26회 | 7월 18일  | 달걀장어덮밥, 새우갈비냉우동 왕갈비구이, 빗살로스                       | 서울시 송파구 방이동 서울시 관악구 봉천동 샤로수길     | 송해나 홍윤화 |
| 27회 | 7월 25일  | 섞음냉면, 궁중갈비찜 숯불쪽갈비, 고추장삼겹살                           | 서울시 마포구 염리동 서울시 강남구 대치동              | 김준호        |
| 28회 | 8월 1일   | 불오징어불고기, 불낙지전골 장작구이통닭, 닭모둠전                       | 서울시 중구 신당동 서울시 중구 황학동                  | 김해준        |
| 29회 | 8월 8일   | 솥뚜껑삼겹살, 묵은지김치찜 마약대창아귀찜, 해물찜                       | 서울시 중구 황학동 서울시 송파구 방이동                | 성훈          |
| 30회 | 8월 15일  | 토마토크림수프, 연어샌드위치 랍스터회, 생문어해천탕                     | 서울시 송파구 잠실동 서울시 종로구 익선동              | 고은아        |
| 31회 | 8월 22일  | 우사골얼큰옥면, 들기름비빔옥면 흑돼지냉동삼겹살, 통벌집돼지껍데기       | 서울시 강남구 논현동 서울시 강남구 청담동              | 한혜진        |
| 32회 | 8월 29일  | 한우대창떡볶이, 고추냉이주먹밥, 레몬크림케잌 제복쟁반, 들기름막국수     | 서울시 송파구 송파동 서울시 서초구 서초동              | 임원희        |
| 33회 | 9월 5일   | 육회김밥, 어묵튀김 비프립플레터, 포르게타                               | 서울시 강남구 신사동 서울시 성동구 성수동2가           | 온주완        |
| 34회 | 9월 19일  | 납작우동, 돈가스전골정식 깍둑등심, 두툼갈비                             | 서울시 양천구 목동 서울시 강남구 논현동                | 윤종훈        |
| 35회 | 9월 26일  | 새우창펀, 사천마라비프 한우구이전골, 아이스크림육회                     | 서울시 성동구 성수동 서울시 송파구 잠실동              | 송재희        |
| 36회 | 10월 3일  | 장칼국수, 고기칼국수 후추뽈살, 오도독갈비                               | 서울시 강서구 공항동 서울시 강남구 대치동              | 박소현        |
| 37회 | 10월 10일 | 통베이컨 브리오슈와플, 아보카도 김치볶음밥 닭볶음탕, 통삼겹김치찜       | 서울시 강남구 신사동 서울시 마포구 합정동              | 류진          |
| 38회 | 10월 17일 | 매운간장라멘, 소금 라멘 피막창, 벌집껍데기                              | 서울시 종로구 가회동 북촌한옥마을 서울시 광진구 자양동 | 이규한        |
| 39회 | 10월 24일 | 포테이토치즈 베이글, 런던버스 샌드위치 직화 소금닭구이, 수제 햄스테이크 | 서울시 강남구 신사동 서울시 종로구 통의동              |               |
| 40회 | 11월 7일  | 한우수육, 한우육개장만두전골 이불갈비, 곤드레솥밥                       | 서울시 강남구 논현동 서울시 마포구 합정동              | 박하선        |
| 41회 | 11월 14일 | 짜박두부, 두부젓국 두툼목살 삼겹살, 된장술밥                            | 서울시 마포구 아현동 서울시 용산구 원효로 1가          | 이필모        |
| 42회 | 11월 21일 | 아귀해물찜, 아귀해물탕 한우곱창모둠구이, 된장비빔국수                   | 서울시 중구 신당동 서울시 성동구 성수동                | 산다라박      |
| 43회 | 11월 28일 | 새우연어장덮밥, 오믈렛볶음밥 생소갈비, 햄버그스테이크                   | 서울시 관악구 봉천동 서울시 용산구 남영동              | 박소현        |
| 44회 | 12월 5일  | 클래식미트파이, 크리미치킨 티본스테이크, 한우된장술밥                   | 서울시 송파구 송파동 서울시 중구 신당동                | 박소현        |
| 45회 | 12월 12일 | 왕갈비쌀국수, 분짜 아이본립, 양념뼈목살                                 | 서울시 성동구 성수동 서울시 용산구 이촌동              | 강경준        |
| 46회 | 12월 19일 | 사골샤브샤브, 치킨난반 돼지쫄갈비, 시래기밥                             | 서울시 관악구 봉천동 서울시 성북구 동선동 2가          | 김정태        |
| 47회 | 12월 26일 | 누룽지오리백숙, 닭탕수육 바닷장어구이, 매생이굴떡국                     | 서울시 은평구 녹번동 서울시 중랑구 면목동              | 강성연        |

### 2023년
| 회차 | 방송일   | 대표 메뉴                                                   | 장소                                        | 비고   |
| ---- | -------- | ----------------------------------------------------------- | ------------------------------------------- | ------ |
| 48회 | 1월 2일  | 소롱포, 하가우 꽃치마살, 흑돼지냉동삼겹살                   | 서울시 마포구 대흥동 서울시 강남구 압구정동 | 홍수현 |
| 49회 | 1월 9일  | 생대구맑은탕, 대구뽈찜, 미국계, 태국계                      | 서울시 마포구 대흥동 서울시 광진구 능동     | 함은정 |
| 50회 | 1월 16일 | 모둠순대&수육, 오징어볶음, 이베리코 꽃목살, 이베리코 목차돌 | 서울시 송파구 방이동 서울시 송파구 송파동   | 엄현경 |

## 시즌 2 에피소드 목록

### 2024년
| 회차 | 방송일   | 대표 메뉴 | 장소 | 비고                          |
| ---- | -------- | --------- | ---- | ----------------------------- |
| 1회  | 2월 5일  |           |      |                               |
| 2회  | 2월 12일 |           |      |                               |
| 3회  | 2월 19일 |           |      | 한혜진                        |
| 4회  | 2월 26일 |           |      | 한혜진                        |
| 5회  | 3월 4일  |           |      | 박세리                        |
| 6회  | 3월 11일 |           |      | 박세리                        |
| 7회  | 3월 18일 |           |      | 박세리                        |
| 8회  | 3월 25일 |           |      | 제로베이스원 (성한빈, 석매튜) |
| 9회  | 4월 1일  |           |      | 이필모                        |

## 같이 보기
관련 항목
- 요리
- 음식

방송 프로그램
- 한식탐험대 (KBS 시사교양본부 제작)
- 한국인의 밥상 (KBS 1TV)
- 신상출시 편스토랑, 백종원 클라쓰 (KBS 2TV)
- 최고의 요리 비결 (EBS 1TV)
- 찾아라! 맛있는 TV, 백파더: 요리를 멈추지 마!, 볼빨간 신선놀음, 로컬 식탁 (MBC TV)
- 결정 맛대맛, 백종원의 골목식당, 맛남의 광장, 식자회담 - 국가발전 프로젝트 (SBS TV)
- 우리가 아는 맛-알토란 (MBN)
- 식객 허영만의 백반기행 (TV조선)
- 삼시세끼, 백패커 (tvN)
- 맛있는 녀석들 (iHQ)
- 노중훈의 여행의 맛 (MBC 표준FM)